# Алишах Рагиб Самарканди
Алиша́х (Эли́ша бен Шмуэ́ль) Ра́гиб Самарканди́ (перс. عليشاه [اليشا/اليشع بن شموئيل] راغب سمرقندى‎; XVII век) — еврейский поэт из Самарканда, писавший на персидском языке. Представитель бухарско-еврейской школы поэзии.
Нет точной информации о годах жизни и месте рождения Алишаха Рагиба Самарканди. Большую часть своей жизни поэт провёл в Самарканде, но, вероятно, родился в Кашане в семье поэта (автора литургических гимнов) Шмуэля бен Пир-Ахмада (перс.  شموئیل بن پیراحمد کاشانی‎). Учитывая, что в 1669 году Алишаху было 25 лет, можно утверждать, что он родился в 1644 году. Во время написания «Шахзаде и суфия» ему было 40 лет от роду.
Творчество Алишаха Рагиба Самарканди было вдохновлено произведениями еврейских поэтов из средневековой Испании и персидско-еврейской литературой. Его перу принадлежат поэмы «Шахзаде и суфий» (перс. شاهزاده و صوفى‎) и «Ханука-наме» (حنوکا نامه — «Книга о хануке»). «Шахзаде и суфий» является персидским изложением «Царского сына и монаха» («Бен ха-мелех ве-ха-назир») Авраама ибн-Хасдая, который в свою очередь является переработкой популярного сюжета о Варлааме и Иоасафе. В «Ханука-наме» Алишах Рагиб Самарканди рассказал историю о восстании евреев против греков. Вдохновлено одноимённым произведением персидско-еврейского поэта Имрани, написанным а 1524 году.